# Conte merveilleux
Pour un article plus général, voir Conte.
Le conte merveilleux, parfois appelé conte de fées, est un sous-genre du conte. Dans ce type de littérature interviennent des éléments surnaturels ou féeriques, des opérations magiques, des événements miraculeux propres à enchanter le lecteur, ou l'auditeur dans le cas d'une séance de conte, généralement empruntés au folklore. La plupart des récits appartenant à ce genre littéraire ont circulé de bouche à oreille, avant d'être l'objet au XVIIe siècle de collectages, retranscriptions à l'écrit et de se retrouver relativement fixés dans leur forme et contenu. On considère généralement que les contes merveilleux sont représentés par les contes-types AT 300 à AT 749 de la classification Aarne-Thompson-Uther (mais on trouve dans diverses cultures des contes merveilleux ne pouvant se rattacher à aucune de ces entrées).

## Origine
Les motifs des contes merveilleux sont extrêmement anciens, et pour certains (comme La Belle et la Bête et Nain Tracassin) pourraient remonter à la Préhistoire. Cela les rend plus vieux encore que les plus anciens textes écrits connus. Ils se sont transmis oralement depuis le proto indo-européen. Cette théorie reste cependant controversée, d'autres chercheurs estimant ces motifs plus récents. Il convient ici d'identifier la fonction des motifs narratifs dans le discours. Ce type de contes a subi en effet une évolution sur la très longue durée. Il faut identifier le référent, qui est souvent cosmologique ou remonte à une période très haute des sociétés. La périodisation est indispensable à l'analyse. On peut ainsi retracer la transmission depuis les locuteurs (de l'indo-européen puis de ses dialectes majeurs — celtique, germanique, grec, etc. —, ou bien du proto-ouralien, puis du finnois, etc.) jusqu'à leur dernier état connu. La mythologie comparative et reconstructive ne fonctionne pas autrement : il y avait déjà des « contes merveilleux » en Grèce classique et à Rome. La notion de tradition admet et nécessite celles de renouvellement formel et de conservation.
Une étude récente publiée dans Royal Society Open Science en 2017 a évalué ces fables comme on étudie les espèces en évolution, et conclut que certains des contes d'occident pourraient dater d'au moins 6 000 ans, à partir d'un corpus massif de plus de 2 000 contes déposé en ligne, provenant de différentes cultures indo-européennes (index Aarne-Thompson-Uther, compilé en 2004) ainsi que de leurs voisines ouraliennes et, à l'ouest, aquitaniennes. Les cultures indo-européennes (englobant toute l'Europe et une grande partie de l'Asie) descendrait des peuples Proto-Indo-européens néolithique établis en Europe du Nord et de l'Est (10 200 BCE–2000 BCE), aussi à l'origine d'une grande partie des langues européennes contemporaines et de certaines langues apportées en Asie. Les universitaires, encadrés par Jamshid Tehrani, (anthropologue à l'Université de Durham) ont analysé le dépôt en ne retenant que les contes contenant des éléments magiques et surnaturels (qui sont aussi les plus célèbres). Ces 275 contes comprenaient notamment Hansel et Gretel et La Belle et la Bête. Comme la tradition orale n'a pas laissé de traces fossiles (quoique les mythes d'Aurores étudiés par Georges Dumézil soient effectivement la strate la plus ancienne de la religion cosmique des Indo-Européens), des méthodes statistiques calquées sur celles de la phylogénétique ont été utilisées pour tracer les lignées d'histoires se ramifiant dans le temps, en différentes langues. Ainsi quand une même histoire peut être retrouvée en langues slaves et celtiques (ex : Jack et le Haricot magique) elle est considérée comme ayant un « ancêtre commun » (Proto-ouest-Indo-Européen) dont ces deux lignages ont divergé il y a au moins 6 800 ans (point de départ des IE, mais Celtes et Slaves sont des ramifications récentes des âges des Métaux). Les auteurs ont cherché à aussi tenir compte de la transmission horizontale d'une culture à l'autre. À partir d'un groupe de 76 contes de fées (comme Smith et le diable, qui est l'histoire d'un forgeron faisant affaire avec le diable en échange de prouesses de forge inégalées) on remonte à des milliers d'années vers les peuples indo-européens qui en semblent à l'origine, c'est-à-dire selon les contes entre 2 500 et 6 000 ans). D'autres histoires seraient bien plus récentes. Mark Pagel (biologiste de l'évolution) suggère de maintenant s'intéresser aux facteurs qui ont fait que ces histoires particulières ont résisté à l'épreuve du temps. Une hypothèse est qu'ils seraient des récits minimaux contenant des leçons facile à comprendre, mais avec des éléments contre-intuitifs (c'est-à-dire contenant des dissonances cognitives, avec notamment le mélange du monde réel et d'un monde impossible : créatures fantastiques, magie).

## Histoire littéraire

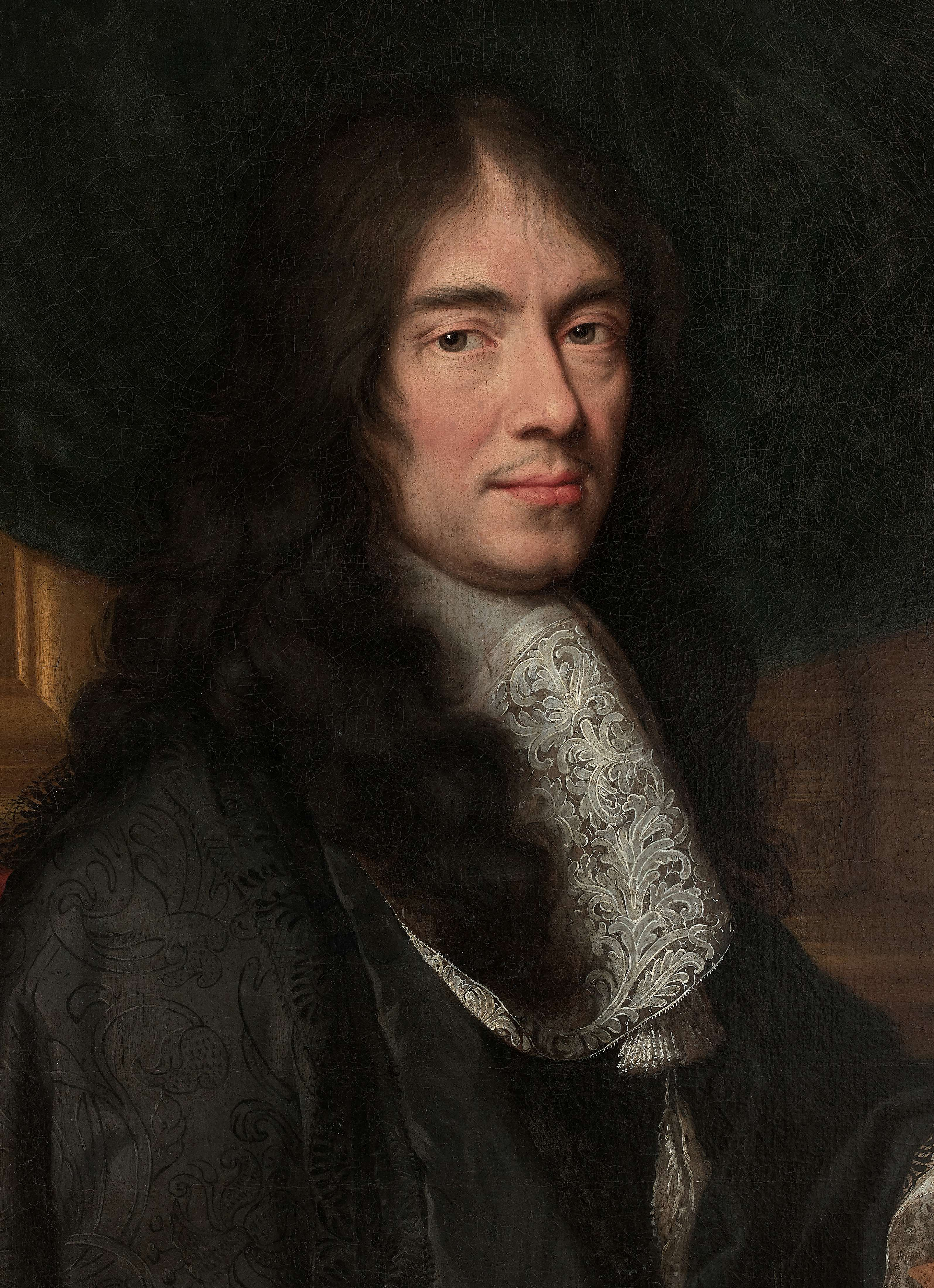
Charles Perrault.

Si la littérature du Moyen Âge est très empreinte d’éléments appartenant au merveilleux (avec Chrétien de Troyes par exemple), le genre du conte merveilleux (appelé aussi conte de fées) apparaît réellement au XVIIe siècle avec des auteurs comme Marie-Jeanne L'Héritier de Villandon, Charles Perrault, Madame d'Aulnoy ou Henriette-Julie de Castelnau de Murat. Ce désir de (ré)introduire du merveilleux, de l'irrationnel dans la société émerge en même temps que commence à apparaître la pensée philosophique rationalisante des Lumières.
Pourtant le conte merveilleux écrit naît dès le XVIe siècle en Italie, avec les deux recueils Pentamerone de Basile et Les Nuits facétieuses de Straparole, mais c'est au XVIIe siècle que le genre se diffuse par l'intermédiaire des auteurs et éditeurs fréquentant les salons littéraires mondains. Ces derniers empruntent à la tradition orale, aux mythes, aux histoires d'amour et aux textes classiques de l'Antiquité. La plupart des contes de fées sont écrits par des femmes qui trouvent dans les salons mondains une forme d'émancipation et la possibilité de prouver leur intelligence. Madame d'Aulnoy est l'une de ces précieuses s'inspirant de l'oralité, elle est l'inventrice du terme « contes de fées », raconte oralement ses histoires à l'origine, et devient si populaire à Paris qu'elle les couche sur le papier. Charles Perrault donne à ses contes une forme assez éloignée de celle des contes mondains à la langue raffinée, et Les Contes de ma mère l'Oye obtiennent un succès phénoménal, en partie parce que les contes écrits par des femmes étaient plutôt subversifs et mal vus, là où Perrault met en scène des femmes passives.[réf. nécessaire] Au XVIIIe siècle, les salons mondains disparaissent et Les Mille et Une Nuits obtiennent à leur tour un succès phénoménal,. Au milieu du XVIIIe siècle, le conte de fées voit une nouvelle vague de popularité avec La Belle et la Bête tandis que l'idée d'écrire des histoires spécialement pour les enfants fait son chemin, et ces ouvrages se diffusent par le biais de la littérature de colportage. À partir de 1785 et alors que la vogue pour le conte diminue à nouveau, Le Cabinet des fées réédite une centaine de ces œuvres, dont une majorité ont été écrites par des femmes. Pourtant, seuls quatre noms d'hommes sont bien connus dans l'histoire du conte de fées : Charles Perrault, Jacob et Wilhelm Grimm, et Hans Christian Andersen.

### Conte et opéra: deux manifestations d'un même attrait pour le merveilleux
Il existe de nombreuses relations entre les histoires inventées dans les cabinets et les pièces produites pour l'opéra. Certaines histoires, à l'exemple de Serpentin Vert de Madame d'Aulnoy, ont été adaptées pour la scène.

### Les contes et leurs représentations graphiques

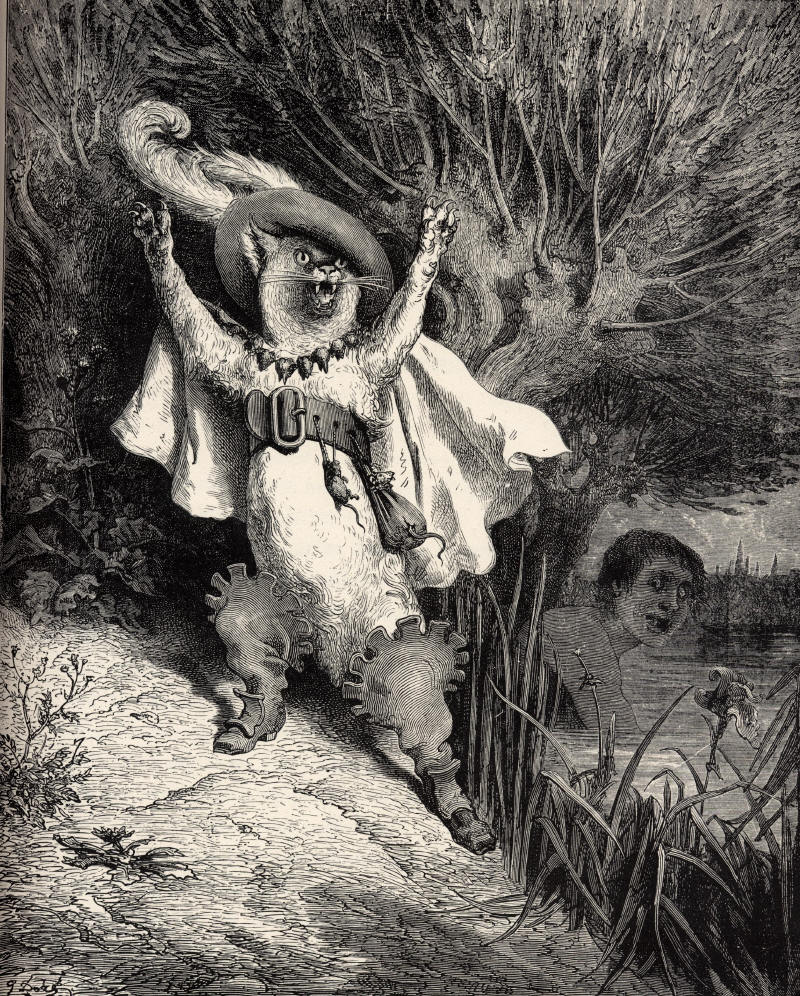
Le Chat botté par Gustave Doré

Les premières éditions de contes étaient illustrées par une vignette en couverture de chaque livre. Peu à peu l’illustration conquiert les livres de contes, qui deviennent de vraies œuvres d’art. Ainsi les illustrateurs donnent aux contes un nouveau souffle et offrent aux lecteurs leurs propres représentations du merveilleux. Gustave Doré en 1867 illustre une édition des contes de Perrault, de manière dramatique et violente, avec des représentations très réalistes et détaillées, créant ainsi un univers très troublant. D’autres au contraire donnent à leurs illustrations des dimensions plus féeriques, tels Kay Nielsen ou encore Arthur Rackham. Dans les années 1820, le célèbre caricaturiste politique anglais George Cruikshank est le premier illustrateur à interpréter les contes des Frères Grimm de façon humoristique. Les contes prennent alors une dimension grotesque par les caricatures des lieux et des personnages.
Au début du XXe siècle apparaissent des illustrations fantastiques telles qu’on les connait aujourd’hui avec des représentations plus enfantines. De nombreux illustrateurs se prêtent à ces exercices de représentation, comme Félix Lorioux qui réalise une série de contes illustrés destinés à un public jeune pour les éditions Hachette.
Les illustrateurs ne cessent de réinventer le genre merveilleux. Au cours du XXIe siècle, les dessinateurs créent des exercices de style, comme Warja Lavater qui a remplacé le texte du conte par une longue bande de 4,74 mètres de long, couverte de points. Chaque personnage, chaque élément du décor est représenté par un signe selon un code annoncé en préambule. La bande se replie en accordéon pour former des doubles pages.

### L’évolution du conte auxXXeetXXIesiècles

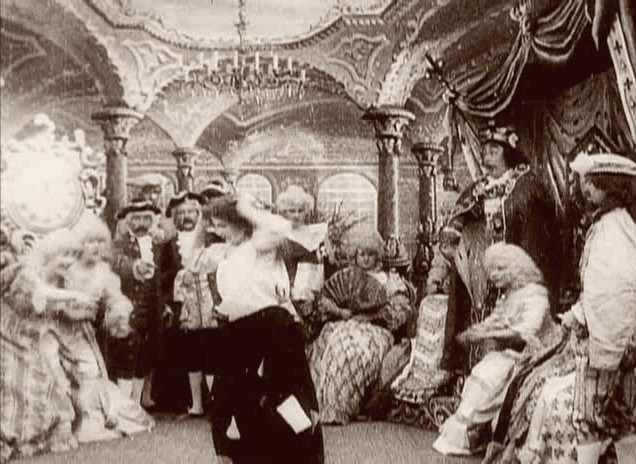
Cinderella - Georges Méliès (1899)

Les contes merveilleux ont également séduit le 7e art. Georges Méliès en 1899 a réalisé Cendrillon sous la version de Charles Perrault. La féerie y prend alors toute sa place avec des costumes étincelants, de grands décors et également des astuces de machinerie créant alors la vraie magie du conte. La Belle et la Bête de Jean Cocteau en 1945 et Peau d’âne réalisé par Jacques Demy sont aujourd’hui considérés comme des références cinématographiques. Aussi des studios d’animations reprennent les plus grands contes merveilleux. Blanche-Neige et les Sept Nains des Studios Disney en 1937 est considéré à l’époque comme un chef-d’œuvre. Il ouvrira la porte à de nombreux autres films, reprenant le genre des contes merveilleux. La réadaptation de leurs fameux dessins animés en prise de vue réelle (souvent dit live) associée aux récentes prouesses techniques et effets spéciaux des Walt Disney Pictures est une nouvelle tendance rencontrant parfois le succès. L'exemple le plus marquant est La Belle et la Bête (2017),,,.

## Quelques contes merveilleux célèbres
- Aladin ou la Lampe merveilleuse
- Les Aventures de Pinocchio
- La Barbe bleue
- La Belle au bois dormant
- La Belle et la Bête
- Blanche-Neige
- Cendrillon
- Hansel et Gretel
- Jack et le Haricot magique
- Le Loup et les Sept Chevreaux
- Le Maître chat ou le Chat botté
- Les Mille et Une Nuits
- Peau d'âne
- Le Petit Chaperon rouge
- Le Petit Poucet
- La Petite Sirène
- Raiponce

## Aspect symbolique
Ainsi meurt l'esprit des contes, s'éloignent les fées, se dérobe l'aurore à l'écoute de tant d'arrogantes sottises. Ainsi se fanent les fleurs aux pétasseries salonnardes d'une autre marquise de Sévigné décrivant la campagne.
Bruno Bettelheim s'est penché sur le pouvoir libérateur du conte de fées lorsqu'il est raconté aux enfants. Dans Psychanalyse des contes de fées, il se base sur les théories de J. R. R. Tolkien (Faërie) et ses propres recherches afin d'évoquer l'évolution que subit l'enfant à travers le conte. De la menace à la libération, l'enfant accompagne le héros à travers ses peurs (forêt dense, marâtre, etc.). Certains personnages seront ses alliés, comme la fée, et lui permettront également d'être rassuré.
Pierre Dubois pense que les conteurs français du XVIIe siècle ont considérablement modifié la perception de la fée en faisant des « belles de mai » mentionnées dans les anciennes croyances des femmes raffinées, délicates et élégantes fréquentant la cour dans leurs contes, détruisant ainsi leur symbolisme originel lié au renouveau de la nature.